# Dendronephthya eburnea
Dendronephthya eburnea is een zachte koraalsoort uit de familie Nephtheidae. De koraalsoort komt uit het geslacht Dendronephthya. Dendronephthya eburnea werd in 1905 voor het eerst wetenschappelijk beschreven door Kükenthal. 